# Bazuel
Bazuel es una comuna francesa situada en el departamento del Norte, en la región de Alta Francia.

## Demografía
| 788 | 801 | 795 | 726 | 674 | 571 | 537 |
| Para los censos de 1962 a 1999 la población legal corresponde a la población sin duplicidades (Fuente: INSEE [Consultar]) |     |     |     |     |     |     |